# Klobusiczky Krisztina
Klobusiczi és zethényi báró Klobusiczky Krisztina (1712 – Pest, 1738. augusztus 30.) Grassalkovich Antal második felesége.

## Élete
Erősen vallásos és Habsburg-párti nemesi családban született, valószínűleg a család eperjesi kastélyában. Édesapja Klobusiczky István (néhány forrásban apja neve Ferenc), édesanyja kapivári Kapy Klára (néhány forrásban anyja neve soóvári Soós Krisztina). Bátyja, Klobusiczky Ferenc kalocsai érsek. Nővére, Klobusiczky Terézia (1709–1781), Forgách Ferenc grófhoz ment feleségül 1730-ban. 
1731 szilveszter éjjelén, Eperjes városában hozzáment Grassalkovich Antalhoz, akit előző felesége, Lángh Erzsébet özvegyen hagyott 1729-ben. A leányt III. Károly király ajánlotta a férfinak, akivel való házassága által jelentős készpénzhez jutott. A férjét még ez évben kinevezték királyi személynöknek. Grassalkovich mind a hat gyermeke tőle született. Érdekesség, hogy gyermekeik keresztszülei Zach vagy Zech vezetéknevű szegényházi ápolt házaspár voltak.
1738. augusztus 30-án utolsó gyermekük, Grassalkovich Terézia Ilona (később gróf Forgách Jánosné) születését követően 12 nappal elhunyt. Mindössze 26 éves volt. A pesti ferencesek kriptájában temették el, mely társulatot férje anyagilag is támogatott egyházépítő tevékenysége kapcsán. Férje sokáig gyászolta, nem akart újból nősülni, de midőn gyermekeinek nevelése és a Klobusiczky családdal örökösödési perek miatt szükséges volt a rokonság, 1752-ben Grassalkovich Antal feleségül vette az elhunyt Klobusiczky Krisztina nővérét, Klobusiczky Terézia bárónőt (1709–1781), Forgách Ferenc gróf özvegyét, de tőle már nem születtek gyermekei.

## Családja
Férjétől, Grassalkovich gróftól hat gyermeke született:
- Franciska (Pest, 1732. november 10. – 1779.)
- Antal (Pest, 1734. augusztus 24. – Bécs, 1794. május 6.)
- Klára (Bécs, 1735. augusztus 19. – Győr, 1803. június 9.)
- Anna Mária (Pest, 1736. szeptember 17. – Bécs, 1806. május 10.)
- Ignác (Pest, 1737. augusztus 11. – Pest, 1738. október 6.)
- Terézia Ilona (Pest, 1738. augusztus 13. – Pest, 1769. január 6.)

Nővére, Klobusiczky Terézia bárónő, Forgách Ferenc gróf özvegye később, 1752-ben az ő megözvegyült férjéhez ment hozzá, ő vállalta magára elhunyt húga gyermekeinek nevelését.